# Лозівське джерело
Лозівське́ джерело́ — гідрологічна  пам'ятка природи розташована на території села Лозовівка, Старобільського району, на південний захід від села, на правому схилі балки Криничний яр, котрий відкривається в долину р. Айдар. Площа 0,1 га.
Джерело низхідне, не каптове. Дебіт 1,82 л/ сек. Водоносна порода: пісковик сіро-зелений, міцний. За хімічним складом вода є аналогом Московської мінеральної води.
Вода питна.
Гідрологічна пам'ятка природи «Лозівське джерело» оголошена рішенням виконкому Ворошиловградської обласної ради народних депутатів № 402 від 7 грудня 1971 року.